# Аваков, Мирза Мосесович
Мирза Мосесович Аваков (12 июля 1925, Пятигорск — 18 января 1987, Москва) — советский юрист-международник, доктор юридических наук (1968), профессор (1968), преподаватель БГУ, БГЭУ и Дипломатической академии МИД СССР.

## Биография
Родился в Пятигорске, вскоре после рождения сына семья переехала в Ленинград. Занимался в танцевальном кружке при Ленинградском дворце пионеров. Участник Великой Отечественной войны, призван в апреле 1942 года Дзержинским районным военкоматом, с июня 1942 года красноармеец 71-го отдельного зенитного артиллерийского дивизиона 55-й армии. Был принят в агитвзвод 55-й армии, выступал в составе танцевального ансамбля А. Е. Обранта. Участвовал в обороне Ленинграда, также работал санитаром в эвакуационном госпитале. Демобилизован в августе 1945 года младшим лейтенантом.
После войны Аваков доучивался в заочной средней школе. В 1946 году поступил на юридический, в 1947 году — на филологический факультеты ЛГУ (армянский язык и литература), окончил оба в 1950 году. В 1950—1953 годах — аспирант БГУ, после окончания аспирантуры и защиты кандидатской диссертации некоторое время преподавал на юридическом факультете ЛГУ. С 1954 года начал преподавать в Белорусском государственном институте народного хозяйства имени В. В. Куйбышева на кафедре советского права, также читал курсы права в Высшей школе Министерства охраны общественного порядка БССР. С 1958 года — доцент. Параллельно был народным заседателем в Минском областном суде, членом Минского обкома КП(б)Б, руководитель минской школы лекторов-международников. В 1963—1965 годах работал во время творческого отпуска над докторской диссертацией «Правопреемство государств в современном международном праве», защитил её в 1967 году.
Преподаватель БГУ в 1956—1973 годах (юридический факультет, кафедра теории и истории государства и права) и Дипломатической академии МИД СССР (1973—1987, кафедра международного права, профессор, с 1987 года — проректор). Участник работы делегации Белорусской ССР на международных конференциях ООН в Вене (1963), Токио (1965) и Хельсинки (1966). С 1966 года — доцент кафедры теории государства и права БГУ. За годы работы в БССР опубликовал 25 научных и научно-методических работ, области научных интересов — теория и история государства и права, международное и трудовое право.
В 1972 году переехал в Москву, работал в Дипломатической академии МИД СССР профессором кафедры международного права, с 1987 года — проректор. Член делегаций СССР на Венских дипломатических конференциях ООН 1975, 1977, 1978, 1983 и 1986 годов. Член Исполкома Советской ассоциации международного права, член Постоянной палаты третейского суда в Гааге.
Скончался 18 января 1987 года в Москве, похоронен на Кунцевском кладбище.

## Награды
- Орден Отечественной войны II степени (1985)[1]
- Орден Трудового Красного Знамени (1985)
- Орден Красной Звезды (22 июля 1945)[2]
- Медаль «За оборону Ленинграда» (22 декабря 1942)[2][3]
- Медаль «За победу над Германией в Великой Отечественной войне 1941—1945 гг.» (9 мая 1945)[2]
- Заслуженный деятель науки РСФСР — за многолетнюю и плодотворную научно-педагогическую деятельность и заслуги в подготовке специалистов и дипломатических кадров